# Noel Dempsey

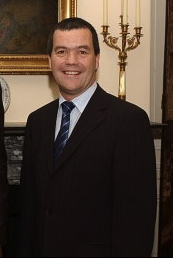
Noel Dempsey, 2003

Noel Dempsey (irisch Nollaig Ó Díomasaigh, * 6. Januar 1953 in Trim, County Meath) ist ein irischer Politiker und von 2007 bis 2011 Verkehrsminister der Republik Irland.

## Leben
Dempsey studierte am University College Dublin und am St. Patricks College in Maynooth. Politisch begann seine Karriere im Meath County Council, dem er von 1977 bis 1992 als Mitglied angehörte. Daneben war er von 1977 bis 1991 Mitglied des Meath Library Committees und gehörte von 1981 bis 1992 dem Trim Urban County Council an. Zwischen 1986 und 1987 war Dempsey Vorsitzender des Meath County Councils.
1987 wurde Dempsey für die Fianna Fáil in den Dáil Éireann gewählt. Bei den folgenden Wahlen konnte er sein Mandat erfolgreich verteidigen. Als Teachta Dála bekleidete er von 1992 bis 1994 mehrere Posten als Staatsminister. Von Juni 1997 bis Juni 2002 war Dempsey Umweltminister und übte im Anschluss das Amt des Bildungsministers (Minister for Education and Science) aus. 2004 wurde er dann Minister für Kommunikation, Küstenschutz und natürliche Ressourcen und wechselte schließlich 2007 in das Verkehrsministerium.
2011 zog er sich aus der Politik zurück.
Dempsey ist verheiratet und hat vier Kinder, zwei Söhne und zwei Töchter, darunter Aisling Dempsey.